# 권보드래
권보드래 (1969년 ~ )는 대한민국의 국문학자이다. 서울에서 태어나 서울대학교 국문과 학부와 대학원을 졸업했다. 2006년부터 2010년까지 동국대학교 조교수로 재직했으며 2016년 현재 고려대학교 국문과 교수이다. 개화기 문학을 주로 연구한다.